# Pierre Daco
Pierre Daco est un psychothérapeute belge, né en 1936 et mort à Coxyde (Koksijde), en Belgique,  en octobre 1992, à l'âge de 56 ans.

## Psy
Disciple de Charles Baudouin et de Carl Gustav Jung, il est membre de l'Institut international de psychagogie et de psychothérapie (devenu Institut international de psychanalyse et de psychothérapie Charles Baudouin) et de la Fondation internationale de psychologie analytique.
Ses écrits sont à la fois empreints de psychologie analytique, eu égard au fait qu'il restitue les grands symboles (ou archétypes) dans le quotidien de ses patients, et de la psychanalyse freudienne sur la base de laquelle il s'appuie afin d'expliquer les mécanismes inconscients, ou sous-jacents qui sous-tendent toutes nos réactions comportementales, y compris les complexes, inhibitions, la « projection », les « fixations », etc.
Il prône une approche plurifactorielle de l'être humain, un accompagnement thérapeutique fondé sur des disciplines différentes dont la complémentarité participait incontestablement à l'unification de l'être humain, à sa « complétude ».

## Publications
- Comment dominer le stress, 1990.
- Les Prodigieuses Victoires de la psychologie moderne, 1960 Éditions Marabout (no 3504).
- Les triomphes de la psychanalyse, Éditions Marabout (no 3505).
- L'interprétation des rêves, Éditions Marabout (no 3501).
- Les voies étonnantes de la nouvelle psychologie, Éditions Marabout (no 3502).
- Comprendre les Femmes et leur psychologie profonde 1972 Éditions Marabout.
- Liberté intérieure.